# Кимир
Кими́р — село в Україні, у Львівському районі Львівської області. Населення за переписом 2001 року становить 402 осіб. Орган місцевого самоврядування — Перемишлянська міська рада. 

## Географія
Село в Перемишлянській громаді, віддалене від Перемишлян на 7,5 км на південний захід. Розташовується на половині шляху від Перемишлян до Свіржа.

## Історія
У XVI-XVII століттях в селі існувала скляна гута.
в 1552 році власниками села були Єжі і Станіслав Свірзькі. В 1661р селом володіли львівські клариски, а в 1711 р селом володіли львівські фрацисканці.
15 квітня 1945 року в селі Кимир відбувся бій чоти відділу «Полтавців» під командуванням хорунжого Левка та чоти сотні відділу «Риболовців» зі стрибками. В бою ліквідовано 10 більшовиків, у тому числі старшого лейтенанта НКВС Малишкіна, 6 взято в полон живими, у тому числі воєнрука та кількох поранено. Зі зброї добуто 5 кулеметів, 2 автомати, 2 самозарядки, 6 крісів та 3 пістолети. Чота відділу «Риболовців», що тримала заставу на шляху Кимир—Ушковичі, затримала більшовиків, які їхали на допомогу в Кимир, знищивши сімох з них. З боку повстанців втрат не було.